# Sieben Heilige (bulgarisch-orthodoxe Kirche)

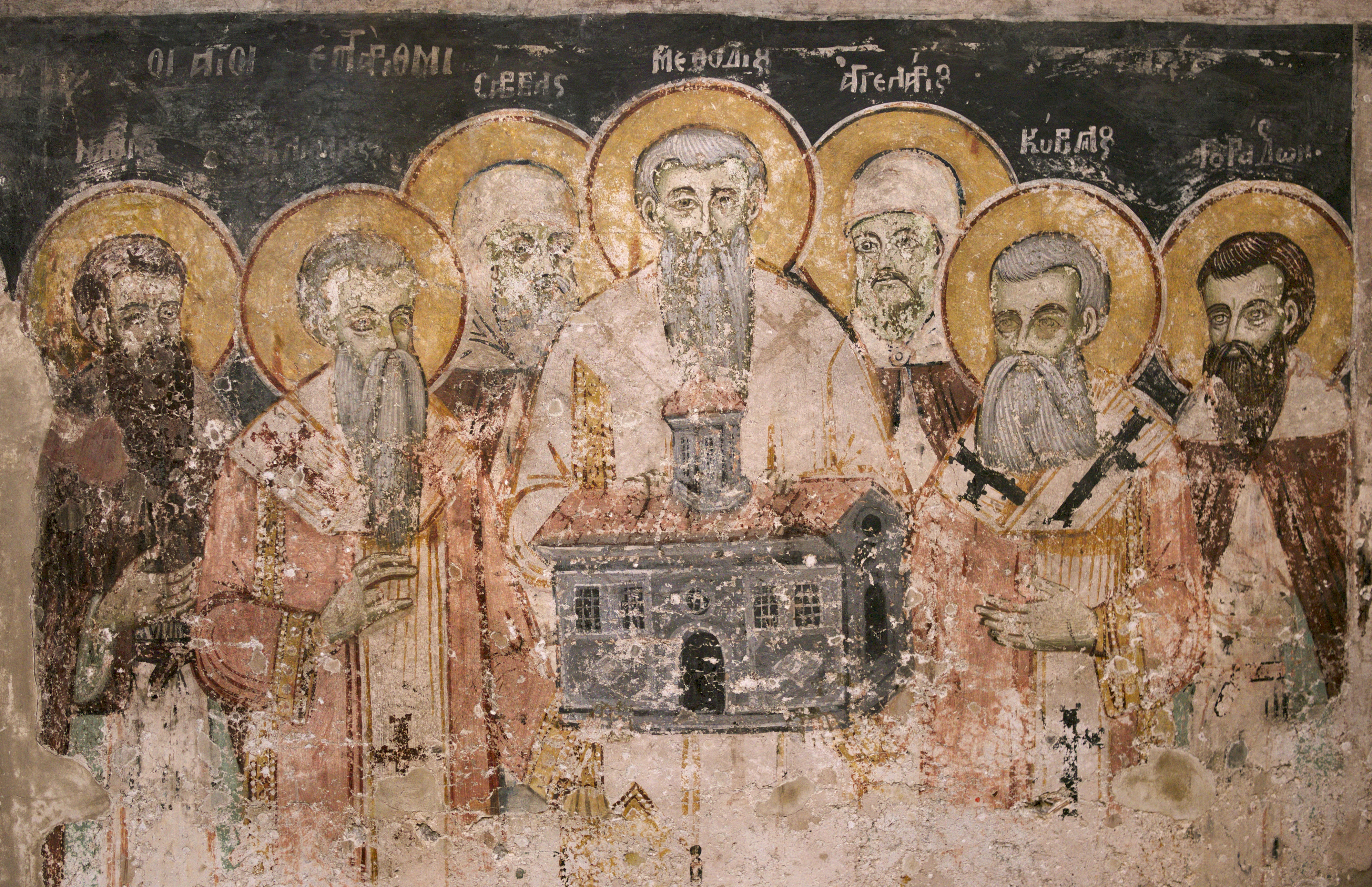
Fresko der „Sieben Heiligen“ im Kloster Sveti Naum am Ohridsee, im heutigen Nordmazedonien

Die Sieben Heiligen (bulg. Седмочисленици) sind ein Sammelbegriff für sieben Heilige, die von den bulgarisch-orthodoxen und anderen Kirchen als Schöpfer und Verbreiter der glagolitischen und kyrillischen Alphabete verehrt werden.
Die Heiligen sind die Brüder Kyrill und Method sowie deren fünf Schüler Kliment von Ohrid, Naum, Gorazd von Mähren, Sabbas (Sava) und Angelar. Orthodoxe Kirchen schließen Konstantin von Preslaw traditionell nicht ein, weil er nicht heiliggesprochen wurde, obwohl er als direkter Schüler von Methodius angesehen wurde.
Erstmals erwähnt wurden die sieben Heiligen in einer griechischsprachigen Biografie zum heiligen Kliment von Ohrid, die Theophylakt von Ohrid Ende des 11. oder Anfang des 12. Jahrhunderts schrieb. Mit der Unterstützung des bulgarischen Staates trugen die Heiligen Ende des 9. und im ersten Viertel des 10. Jahrhunderts maßgeblich zum Aufschwung der bulgarischen Schriftkultur in den Literaturschulen von Pliska, Preslaw und Ohrid bei. Die Schüler von Kyrill und Method hatten nach deren Tod großen Einfluss auf den ersten christlichen König Bulgariens, Zar Boris I.